# جيمس واتسون (نقاش)
جيمس واتسون (بالإنجليزية: James Watson) (و. 1740 – 1790 م) هو نقاش من جمهورية أيرلندا، ومملكة بريطانيا العظمى، ولد في دبلن، توفي في لندن، عن عمر يناهز 50 عاماً.